# Maïa (Pléiade)
Pour les articles homonymes, voir Maïa.
Dans la mythologie grecque, Maïa (en grec ancien : Μαῖα / Maîa) est l'aînée des Pléiades, fille d'Atlas et de Pléioné. Séduite par Zeus, elle donne naissance à Hermès. Plus tard, Hermès lui confiera Arcas, fils de Zeus et de la nymphe Callisto, afin qu'elle l'élève en cachette d'Héra.
Le cinquième mois du calendrier julien puis grégorien n'a pas du tout été nommé mai en son honneur par les Romains, mais en l'honneur de Maia, déesse romaine de la fertilité et du printemps n'ayant aucun rapport avec la Pléiade grecque en dehors de leur homophonie.

## Étymologie
Son nom signifie littéralement « petite mère », hypocoristique donné traditionnellement à la grand-mère, la nourrice ou la sage-femme.

## Famille

### Ascendance
Maïa est la fille du Titan Atlas et de l'Océanide Pléioné. Cela fait d'elle la petite-fille de Japet ou Ouranos et de Thémis, Clymène ou Asia (suivant les versions) de par son père et d'Océan et de Téthys de par sa mère. Une version mineure par Hygin donne aussi les Pléiades comme les filles d'Atlas et de l'Océanide Éthra.
Elle a six sœurs avec lesquelles elle forme le groupe des Pléiades dont elle est l'aînée. Ses sœurs sont, Alcyone, Astérope, Céléno, Électre et Taygète et Mérope, la benjamine.
Elle a également un frère ou demi-frère, Hyas, et plusieurs autres sœurs ou demi-sœurs, les Hyades, enfants d'Atlas et de l'Océanide Éthra ou d'Atlas et Pléioné, Calypso (lorsque celle-ci est donnée comme fille d'Atlas) et les Hespérides, filles d'Atlas et d'Hespéris.

### Descendance
Maïa n'eut qu'un fils d'une liaison avec Zeus, mais pas des moindres : Hermès, un des olympiens.

## Mythologie

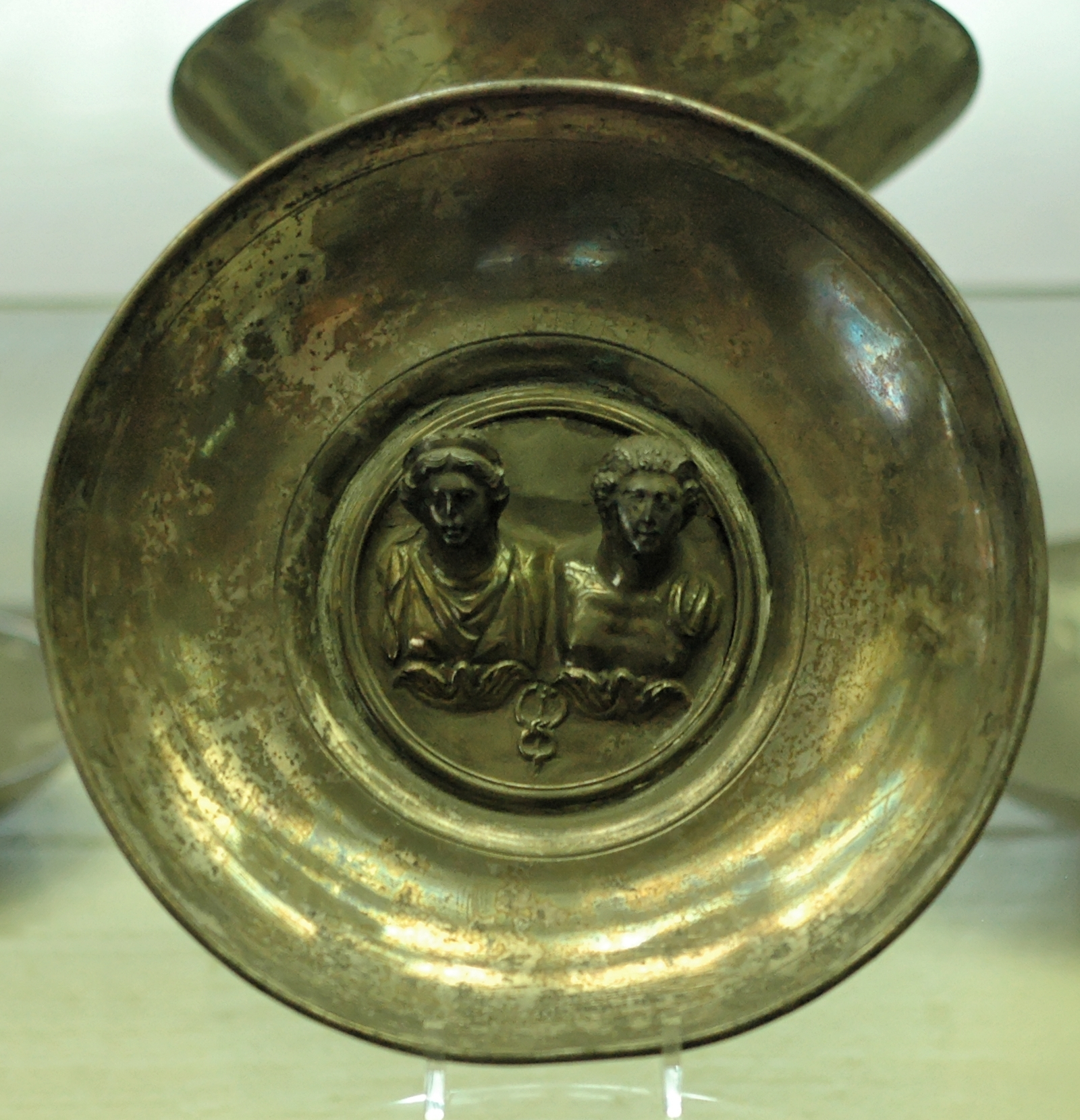
Mercure et Maïa dans une coupe d'argent dédiée par l'affranchi P. Aelius Eutychus (fin du IIe siècle), trésor de Berthouville.

### Mère d'Hermès
Selon l'hymne homérique à Hermès, Zeus, au cœur de la nuit, eut secrètement une relation avec Maïa, qui évitait la compagnie des dieux, dans une grotte de Cyllène. Elle tomba enceinte d'Hermès. Après avoir donné naissance au bébé, Maïa l'enveloppa dans des couvertures et s'endormit. Le bébé Hermès, qui mûrit rapidement, rampa vers la Thessalie où, à la tombée de la nuit de son premier jour, il vola une partie du bétail de son demi-frère Apollon. En cours de route, il inventa la lyre à partir d'une carapace de tortue. Maïa refusa de croire Apollon quand celui-ci affirma qu'Hermès était le voleur mais Zeus se rangea du côté d'Apollon. Finalement, Apollon échangea le bétail contre la lyre, qui est devenue l'un de ses attributs d'identification.

### Nourrice
Maïa a également élevé l'enfant Arcas, le fils de Callisto avec Zeus. Loin de cette histoire d'amour, la femme de Zeus, Héra, dans une rage jalouse, avait transformé Callisto en ours. Arcas est aussi le roi éponyme d'Arcadie, où Maïa est née. L'histoire de Callisto et Arcas, comme celle des Pléiades, est une aition pour une formation stellaire, les constellations Ursa Major et Ursa Minor, la Grande et la Petite Ourse.

### Parmi les Pléiades
Dans une histoire, les Pléiades, avec leurs demi-sœurs les Hyades, étaient des compagnes vierges d'Artémis, la sœur jumelle d'Apollon et fille de Léto et Zeus, et protectrice des chasseurs et des animaux sauvages. Les Pléiades sont ici des nymphes et, avec leurs demi-sœurs, étaient appelées les Atlantides, les Modonodes ou les Nysiades qui, ensemble, étaient les gardiennes de Dionysos enfant.
Orion poursuivit les Pléiades (nommées Maia, Electra, Taygete, Celaeno, Alcyone, Sterope et Merope) après s'être pris de passion pour leur beauté et de leur grâce. Artémis demande alors à son père Zeus de protéger les Pléiades et, pour ce faire, ce dernier les transforme en étoiles. Artémis entre alors dans une grande colère car elle ne peut plus voir ses compagnes adorées et demande à son frère, Apollon, d'envoyer un scorpion géant pour chasser et tuer Orion. Zeus transforme ensuite Orion en une constellation afin qu'il continue à poursuivre les Pléiades dans les cieux.
Dans une autre légende, les sœurs sont transformées en étoiles par Zeus parce qu'Orion est tombé amoureux d'elles et a poursuivi sans relâche leur affection pendant 12 ans. Au début, elles furent transformées en colombes, mais plus tard, avec Orion, en étoiles afin que le chasseur Orion les poursuive à jamais.
Dans les deux légendes, les Pléiades ont été transformées en étoiles et maintenant, avec leurs demi-sœurs, les Hyades (qui sont mortes en pleurant leur frère mort Hyas), font partie de la constellation d'étoiles du Taureau. 

## Postérité

### Sciences
- Le nom de genre de dinosaures Maiasaura fait référence à la déesse grecque Maïa.

### Littérature
- Maia d'Apliese est l'héroïne du premier tome (2015) de la série littéraire Les Sept Sœurs de Lucinda Riley.